# Suporativna onkologija
Suportivna onkologija je oblast onkologije koja obuhvata lečenje tumora ili antineoplastično lečenje  i podršku bolesniku i porodici ili suportivnu terapiju, kako bi se on i njegova porodica  lakše nosili sa malignom bolešću. Suportivna onkologija kao disciplina obuhvata i palijativno zbrinjavanje. Palijativno zbrinjavanje se tipično odnosi na bolesnike sa odmaklom bolešću koja se više ne može izlečiti.
Ovaj oblik zbrinjavanja zasnovana je na multidisciplinarnom, timskom pristupu koji započinje odmah po postavljanju dijagnoze maligne bolesti ili patoloških stanja koja u znatnoj meri skraćuju trajanje i/ili mogu da ugroze život obolele osobe.

## Definicije
Suportivna onkologija
Suportivna onkologija je oblast onkologije koja ima za cilj da podrži bolesnika i porodicu i da im pomogne da se suoče sa dijagnozom, simptomima maligne bolesti, neželjenim dejstvima njenog lečenja i psihološkim, socijalnim i duhovnim tegobama koje su pratilac maligne bolesti.
Palijativno zbrinjavanje
Termin palijativno zbrinjavanje označava lek ili meru koja otklanja ili ublažava spoljašnje znake i simptome bolesti, ali ne i njihov uzrok. Kada se kombinuje sa lečenjem tumora, palijativno zbrinjavanje popravlja kontrolu simptoma, poboljšava kvalitet života bolesnika, povećava zadovoljstvo zdravstvenom uslugom, a postoje dokazi da produžava i život.

## Opšta razmatranja
Lečenje onkoloških bolesti je jedna od najzahtevniji oblasti medicine kako za lekare tako i za obolele i njihove porodice. Osim onkoloških lekova i procedura, za uspešnost terapije, produženje života i brigu o kvalitetu života obolelih potrebno je mnogo više – integrativni pristup nezi i terapiji koji uključuje saradnju zdravstvenih radnika različitih profila: lekara onkologa, psihologa, medicinskih sestara, ali i farmaceuta, kao najdostupnijeg zdravstvenog profesionalca.
Komponente suportivne onkološke terapije i palijativne nege koje se po prvi put primenjuju u SAD-u od 70-tih godina 20. veka, a u Srbiji od 1995. godine, kada je i osnovali odeljenje pri Institutu za onkologiju i radiologiju Kliničkog centra Srbije zasnovana je a savremenom onkološkom lečenju koje obuhvata dve komponente:
- Lečenje tumora (antineoplastično lečenje)
- Podršku bolesniku i porodici (suportivna onkologija) da se nose sa malignom bolešću.[2]

Nakon što se postavi dijagnoza maligne bolesti što pre treba pomoći bolesniku da razume svoju bolest, sagleda težinu i mogućnosti savremenog lečenja i definisati i realne ciljeve lečenja: da li je cilj izlečenje ili život sa hroničnom malignom bolešću.
Brojne studije nastaletokom višedecenisjkog praćenja rezultata suportivne onkologije imaju zvanične dokaze da takav pristup onkološkom bolesniku ne samo da olakšava život več produžava i period preživljavanja bolesnika.

## Zadaci
Imajuži u vidu da savremena onkologija nalaže ne samo borbu protiv tumora već i očuvanje kvaliteta života bolesnika, zadaci suportivna onkologija su, da:
- Podrži bolesnika i porodicu i pomogne im da se suoče sa dijagnozom, simptomima maligne bolesti, neželjenim dejstvima njenog lečenja i psihološkim, socijalnim  i duhovnim tegobama koje prate malignu bolest.
- U trenutku kada se postavi dijagnoza maligne bolesti pomogne bolesniku da razume svoju bolest, sagleda težinu i mogućnosti lečenja.
- Da definiše realne ciljeve lečenja: da li je cilj izlečenje ili život sa hroničnom malignom bolešću.
- U fazi aktivnog lečenja suporativnom terapijom spreči i otkloni neželjena dejstva antitumorskih pristupa.
- Kada lečenje tumora nije moguće ili je iscrpljeno, očuva kvalitet života i ostvari kontrolu simptoma bolesti kako bi se bolesniku i porodici omogućio pristojan život do samog kraja.
- Posebna podrška tokom žalosti u slučaju smrtnog ishoda onkološkog bolesnika.
- Posebna podrška pacijentima koji su uspešno završili lečenje kako bi im suportivna onkologija pružila podršku da nastave svoj normalan život.[2]

## Ciljevi suporativne terapije
Suportivna terapija predstavlja još jednu dimenziju načina lečenja malignih bolesti. Ciljevi suportivne terapije su da:
- olakša onkološkom bolesniku tretman liječenja
- smanji i ukloni bol,
- omogući kontrolu neželjenih dejstava lekova (mučnina i povraćanje, neutropenija…)
- poboljša opšte stanje bolesnika,
- smanji osećaj umora.[2]

## Spoljašnje veze
- Suportivna onkologija: Šta kada lečenje više ne deluje?[мртва веза]

|  | Molimo Vas, obratite pažnju na važno upozorenje u vezi sa temama iz oblasti medicine (zdravlja). |